# Below (jogo eletrônico)
below é um jogo de ação e aventura desenvolvido pela Capybara Games. O jogo foi anunciado durante oevento de imprensada Microsoft E3 2013 e foi adiado indefinidamente em 2016. Ele foi lançado inicialmente no Microsoft Windows e no Xbox One em 14 de dezembro de 2018, com uma porta PS4 lançada em 2020.

## Jogabilidade
O personagem do jogador é um "pequeno guerreiro explorando as profundezas de uma ilha remota". O jogo é sobre exploração, embora esse objetivo dependa da sobrevivência do personagem. Phil Spencer da Microsoft descreveu o jogo na E3 2013 como uma " visão criativa da jogabilidade roguelike " em um "mundo misterioso". Os ambientes são gerados aleatoriamente. O jogo foi projetado para ser difícil, com "morte permanente".

## Trilha sonora
O cantor e compositor Jim Guthrie compôs a partitura. Seu trabalho de composição em um lançamento anterior do Capybara, Superbrothers: Sword & Sworcery EP, levou à sua colaboração Below. Capivara descreveu Sword & Sworcery como um jogo baseado na música de Guthrie, e Below como a música de Guthrie baseada no jogo de Capybara. A trilha sonora do jogo foi lançada em três álbuns: Below (trilha sonora original), Below OST - Volume II e Below OST - Volume III.

## Recepção
O jogo recebeu críticas mistas de acordo com o agregador de análises Metacritic com uma pontuação geral de 71. Ele foi nomeado para "Jogo, Ação Original" na National Academy of Video Game Trade Reviewers Awards, e para " Melhor design de som para um jogo indie no GANG Awards de 2019.
Alice Bell de Rock, Paper, Shotgun criticou as armadilhas instantâneas e a progressão lenta do jogo, mas elogiou o mundo e a atmosfera do jogo. Colin Campbell, escrevendo para Polygon elogiou o mistério e os visuais do jogo, mas não gostou da repetição dos níveis. Jordan Devore do Destructoid elogiou o ambiente do jogo, mas criticou o ritmo, dizendo " Below dá o melhor de si nas primeiras horas e nunca para de perder o fôlego".